# San Roque (kommun)
San Roque är en kommun i Colombia.   Den ligger i departementet Antioquía, i den centrala delen av landet, 230 km norr om huvudstaden Bogotá. Antalet invånare är 18 157.